# Звежево
Звежево (пол. Zwierzewo, нім. Thierberg) — село в Польщі, у гміні Оструда Острудського повіту Вармінсько-Мазурського воєводства.
Населення — 851 особа (2011).

## Демографія
Демографічна структура станом на 31 березня 2011 року:
|          | Загалом | Допрацездатний вік | Працездатний вік | Постпрацездатний вік |
| -------- | ------- | ------------------ | ---------------- | -------------------- |
| Чоловіки | 424     | 97                 | 291              | 36                   |
| Жінки    | 427     | 117                | 252              | 58                   |
| Разом    | 851     | 214                | 543              | 94                   |